# Judy Loe
Judith „Judy“ Margaret Loe (* 6. März 1947 in Urmston, Greater Manchester; † 15. Juli 2025) war eine britische Schauspielerin.

## Leben
Judy Loe wuchs als einzige Tochter von Norman Scarborough Loe und seiner Frau Nancy Jones in Urmston auf. Nach ihrer Schulzeit studierte sie zunächst an der University of Birmingham. Bis Ende der 1960er-Jahre absolvierte Loe eine Schauspielausbildung an einer Schauspielschule in London. Als Bühnendarstellerin wirkte sie in mehreren Theaterstücken und Musicals mit, wie beispielsweise in Hair.
Als Schauspielerin vor der Kamera wirkte Loe von 1970 bis zum Jahr 2024 in über 40 Film- und Fernsehproduktionen mit, darunter auch in zahlreichen Fernsehserien wie beispielsweise in Casualty, The Bill oder General Hospital. Daneben wirkte sie im britischen Fernsehen auch in mehreren Werbespots mit, unter anderem für Tee.

## Privates
Judy Loe war in erster Ehe von 1971 bis zu seinem Tod mit dem Schauspieler Richard Beckinsale (1947–1979) verheiratet. Aus der Ehe ging eine Tochter hervor, die Schauspielerin Kate Beckinsale.
In zweiter Ehe war Loe von 1997 bis zu seinem Tod mit dem Regisseur Roy Battersby (1936–2024) verheiratet. Die Ehe blieb kinderlos.
Judy Loe starb am 15. Juli 2025 im Alter von 78 Jahren nach längerer Krebserkrankung.

## Filmografie (Auswahl)
- 1978: General Hospital (Fernsehserie, 2 Folgen)
- 1983: Der Sinn des Lebens (Monty Python’s The Meaning of Life)
- 1995–2002: Casualty (Fernsehserie, 23 Folgen)
- 1997: Inspektor Morse, Mordkommission Oxford (Inspector Morse, Fernsehserie, 2 Folgen)
- 1998: Raumstation Unity (Spave Island One, Miniserie)
- 2004: The Bill (Fernsehserie, 1 Folge)
- 2009: Doctors (Fernsehserie, 1 Folge)
- 2015: Zufällig allmächtig (Absolutely Anything)